# Mary MacKillop
Mary MacKillop, in religione Maria della Croce (Fitzroy, 15 gennaio 1842 – Sydney, 8 agosto 1909), è stata una religiosa australiana, fondatrice della congregazione delle Suore di San Giuseppe del Sacro Cuore di Gesù; è stata proclamata santa da papa Benedetto XVI il 17 ottobre 2010. È la prima santa di origine australiana.

## Biografia
Ha creato la prima congregazione religiosa australiana: le Suore di San Giuseppe del Sacro Cuore di Gesù, avente la propria sede ad Adelaide.
Secondo molti giornali fu scomunicata per aver denunciato un caso di pedofilia commesso da un sacerdote. La notizia ha origine da un commento di padre Paul Gardiner all'interno del documentario della ABC australiana intitolato Mary, miracles and saints, ripreso poi dal quotidiano Sydney Morning Herald. La notizia, diffusa su tutti i principali giornali del mondo, è stata smentita da padre Gardiner sull'Australian, ma Mary Casey, postulatrice della causa di canonizzazione, ha confermato l'episodio, chiarendo però che non fu MacKillop a denunciare il prete molestatore, ma delle sue consorelle; fu però su di lei che si riversò la vendetta degli amici del prete allontanato: secondo Mary Casey la scomunica non si deve solo alla denuncia, ma in generale al discredito presso il vescovo procuratole dagli amici del sacerdote rimosso, unito al fatto che il vescovo avesse già riserve su Mary MacKillop.